# Hylaeus versicolor
Hylaeus versicolor is een vliesvleugelig insect uit de familie Colletidae. De wetenschappelijke naam van de soort is voor het eerst geldig gepubliceerd in 1850 door Saunders.